# Allan Fa'alava'au
Allan Fa'alava'au (15 de novembro de 1993) é um ruguebolista de sevens australiano.

## Carreira
Allan Fa'alava'au integrou o elenco da Seleção Australiana de Rugby Sevens 8º colocada na Rio 2016.